# Megaloctena houlberti
Megaloctena houlberti är en fjärilsart som beskrevs av Charles Oberthür 1923. Megaloctena houlberti ingår i släktet Megaloctena och familjen nattflyn. Inga underarter finns listade i Catalogue of Life.